# Геноцид у Руанди
Геноцид у Руанди означава масовна убиства на стотине хиљада припадника мањинског народа Тутси, као и припадника народа Хуту који су се супротстављали овим поступцима екстремиста народа Хуту. Овај геноцид представља најсвирепији злочин током Руанданског грађанског рата. Овај злочин су углавном починиле две Хуту екстремистичке организације: Интерахамве и Импузамугамби. Убијања су се одиграла између 6. априлa и средине јула 1994. и у њима је убијено од 800.000 до 1.000.000 људи. По процени из фебруара 2008, број жртава износи преко 1.074.000.
На Уједињене нације су пале многе критике због неадекватног реаговања на овај злочин. Чињеница је да је 21. априла 1994, у време највећег клања у Руанди донета одлука о смањењу броја мировних трупа УН-а на свега 270. Стручњаци тврде да се злочин могао спречити интервенцијом свега 5000 мировних трупа међународне заједнице. Многе земље, укључујући Француску, Белгију и САД, су одбиле да спрече масакр. Канада, Холандија и Гана су наставиле да воде мировне снаге УН-а у Руанди, УНАМИР. Савет безбедности Уједињених нација су одбиле да шаљу помоћ и појачања у Руанди.

## Позадина
Племена Тутси доселила су се на данашњу територију око Великих језера пре 400 година са шире територије Нила. Политичке границе повучене неколико векова касније поделиле су традиционална етничка подручја Тутсија и Хутуа на пет држава: Руанду и Бурунди те источну конгоанску покрајину Киву, док рубна подручја припадају Уганди и Танзанији. Као пастирски народ с развијеном војничком аристократијом, Тутсији су покорили Хутуе и народ Тва те успоставили феудалну монархију. Ову теорију је део историчара данас напустило, они сматрају како је савремена етничка подела Руанде произашла из социјалног раслојавања у претколонијално доба. Колонизација у деветнаестом веку додатно је зближила скупне идентитете западним концептом нације и расе. Тако су први мисионари који су походили средишњу Африку на прелазу у двадесети век Тутсије сматрали хамитским народом због високог раста и светлије пигментације коже, због чега су били „предодређени“ за владајућу руандску расу, Хутуе су због средњег раста и јаче грађе држали бантуидима, док су припаднике народа Тва сматрали делом пигмејске скупине због ниског раста и изразито тамне боје коже. Уочи геноцида почетком деведесетих у Руанди је живело око седам милиона људи, од чега је било 85 посто Хутуа, 14 посто Тутсија те један посто припадника народа Тва.
Руанда је од друге половине 19. века била европски колонијални посед. Након Берлинске конференције 1885. године припала је Немачкој Источној Африци, а након Првог светског рата Немачка је то подручје препустила Белгији, која је најпре 1923. добила мандат Лиге народа над регијом, а након Другог светског рата и старатељство Уједињених нација. Постојећа феудална елита коју су чинили Тутсији, у својим је рукама држала политичку и привредну моћ руандског друштва, па је послужила као ослонац колонијалној управи у владавини над већинским становништвом. Белгијска управа је могућност образовања и ангажмана у колонијалној администрацији пружила искључиво Тутсијима, док је у социјалној подели Хутуима била намењена улога физичке радне снаге. Последица такве колонијалне политике довела је до њиховог незадовољства подређеним положајем те до сукоба који је експлодирао након нестанка колонијалне власти.
Хуту националистичка партија Пармехуту је 1959. изазвала социјални револт који је био темељ за стварање републике којом ће доминирати Хутуи. То је био узрок прве фазе Руанданског грађанског рата у којем је убијено 20.000 Тутсија, а 200.000 је напустило земљу. Тада је од тих избеглица формиран Патриотски фронт Руанде (РПФ). Руанда 1961. добија независност од Белгије.

## Грађански рат
Тутска избегличка дијаспора је до краја осамдесетих је била добро организована и војно и политички. Највећи број Тутси избеглица у Уганди је био повезан победничким побуњеницима Националног Покрета Отпора током Уганданског грађанског рата током осамдесетих и формира Патриотски фронт Руанде 1985. као политичку организацију.
Дана 1. октобра 1990. Тутси отпочињу инвазију на Руанду како би се вратили у земљу. Магазин Кангура који је био активан од1990. до 1993, је био инструмент за иницирање етничке мржње и насиља Хутуа над Тутсима. 4. августа 1993. побуњеници и влада Руанде потписују споразум у Аруши за окончање грађанског рата. Споразумом је смањена моћ управљања председника Руанде Жувенила Хабијаримане који је био имао тоталну власт.

## Припрема за геноцид
Владине вође у тајности формирају и наоружавају паравојне јединице Интерахамве („Онај који се бори заједно“ на кињарванда језику) и Импузамугамби („Онај који има јединствен циљ“).
Дана 11. априла 1994. генерал Ромео Далаире (командант снага Уједињених нација у Руанди) обавештава војног саветника генералног секретара, мајор- генерала Маурицеа Барила о куповини оружја и плану Хутуа за уништење Тутса.
Према незваничним информацијама око 1.700 Интерхамвеових војника је вежбало у владиним војним камповима и они су били одређени за регистровање свих Тутса у Кигалију.

## Иницијални догађај
Авион у којем су се налазили руандански Хуту председник Жувенал Хабијаримана и такође Хуту председник Бурундија је оборен приликом слетања 6. априла 1994. у Кигалију. Оба председника су погинула. Одговорност за напад су одбацивали и Хутуи и РПФ. Хуту екстермисти су оптужили Тутсе и искористили га за почетак стравичног геноцида.

## Геноцид
Национални републикански покрет за демократију и развој (МРНД), који је владао Рунадом од 1975. до 1994. са председником Жувенал Хабијариманом је била умешана у организовању многих видова геноцида. Војска и паравојне групе Хутуа започињу убиства свих Тутса и оних који су били умерени без обзира на етничку позадину. Велики број опозиционих политичара су такође били убијени. Многе државе су евакуисале њихове људе и затворили амбасаде кад је насиље порасло. Национални радио је подстицао људе да остају у својим домовима, а владина формирана станица РТЛМ је подстицала на нападе на Тутсе и умерене Хутуе. Војска је поставила стотине блокада на путевима широм земље.